# Червона Долина (Павлоградський район)
Черво́на Доли́на — село в Україні, в Павлоградському районі Дніпропетровської області. Входить до складу Межиріцької сільської громади. До 2018 року орган місцевого самоврядування — Булахівська сільська рада. Населення за переписом 2001 року становить 44 особи.

## Населення

### Мова
Розподіл населення за рідною мовою за даними перепису 2001 року:
| Мова       | Кількість | Відсоток |
| ---------- | --------- | -------- |
| українська | 39        | 88.64%   |
| російська  | 5         | 11.36%   |
| Усього     | 44        | 100%     |

## Географія
Село Червона Долина знаходиться на відстані 2,5 км від села Карабинівка і за 3 км від села Булахівка. Поруч проходять автомобільна дорога М04 (E50) і залізниця, станція Мінеральна за 5 км.